# 鲁汶的阿德莉萨
鲁汶的阿德莉萨是英格兰国王亨利一世第二任妻子，1121年至1135年为英格兰王后。她是鲁汶伯爵霍德弗里德一世长子，18岁时与54岁的亨利结婚，二人未有子嗣。1138年，亨利死后，阿德莉萨改嫁第一代阿伦德尔伯爵欧比尼的威廉，二人育有7子，其中有第二代阿伦德尔伯爵欧比尼的威廉。